# Gertrud Wronka
Gertrud Wronka (* 27. Oktober 1881 in Allenstein; † 16. Oktober 1952 in Bad Pyrmont) war eine deutsche Lehrerin und Politikerin (Zentrum, CDU) und Abgeordnete des Preußischen und Thüringer Landtags.

## Ausbildung und Beruf
Gertrud Wronka besuchte die Städtische Höhere Mädchenschule in Allenstein und machte von 1897 bis 1900 eine Ausbildung am Lehrerinnenseminar der Marienschule in Danzig. Im Anschluss arbeitete sie als Lehrerin in Bonn, Danzig und Allenstein. Von 1909 bis 1913 studierte sie Mathematik und Naturwissenschaften an der Universität Breslau, wo sie das Oberlehrerinnen-Examen ablegte. Seit Ostern 1913 lehrte sie als Studienrätin am Städtischen Lyzeum und Oberlyzeum (Luisenschule) in Allenstein, seit Herbst 1925 als Oberstudienrätin. Nach der Machtübernahme der Nationalsozialisten wurde sie 1933 wegen „politischer Unzuverlässigkeit“ entlassen und zeitweise inhaftiert.

## Politik
Gertrud Wronka war Mitglied des Zentrums. 1919 wurde sie in die Verfassunggebende Preußische Landesversammlung und danach bis 1933 in den Preußischen Landtag gewählt.
Nach der Vertreibung flüchtete Frau Wronka 1945 nach Weimar. Sie gehörte in Thüringen zu den Gründern der CDU und war Beisitzerin im Landesvorstand. Bei den Landtagswahlen in der SBZ 1946 wurde sie in den Landtag gewählt und war dort Vorsitzende des Gesuchsausschusses. 
Im Mai 1948 wurde sie gezwungen, ihr Mandat niederzulegen, und sie flüchtete nach Westdeutschland.

## Sonstige Ämter
Gertrud Wronka war in der katholischen Laienarbeit engagiert und nahm verschiedene Funktionen im Verband katholischer deutscher Lehrerinnen wahr, der sich für eine eigenständige Mädchenbildung einsetzte. 